# 웨딩피치 DX
웨딩피치 DX는 애천사전설 웨딩피치의 후속 OVA판으로, 모두 4편으로 이루어진 일본의 애니메이션이다. 일본에서는 1996년 11월부터 1997년 3월까지 판매된 작품이며, 대한민국에서는 퀴니에서 웨딩피치가 끝나고 나서 방영하였다.
세일러문의 인기를 눌러보고자 만들어진 애니메이션으로 다른 세일러문 작품들과는 달리 2단 변신이라는 독특한 소재를 사용한 애니메이션이다. 우선 웨딩드레스 모습으로 변신해 파워를 모은 다음 전투복으로 변신한다는 참신한 아이디어와 매력적이고 개성이 강한 캐릭터들 덕분에 나름대로 인기를 끌었다. TV 시리즈 당시의 인기를 업고 후속으로 만들어진 OVA인 DX 역시 캐릭터들의 매력이 한껏 빛을 발하는 수작이다.

## 줄거리
웨딩 피치들의 활약으로 평화를 되찾은 천계. 그러나 아직도 천계의 전복을 꾀하는 무리들의 잔당이 남아 있다. 한편 지상에서 평범한 하루하루를 즐기고 있던 피치 일행들은 아무것도 모르고 즐거운 일상을 보내고 있다. 피치와 릴리, 데이지, 그리고 사루비아에게 다가오는 새로운 위험. 과연 그녀들은 어떻게 위기를 극복할 것인가?

## 목록
- 1화: 사랑의 천사 부활
- 2화: 사루비아의 사랑
- 3화: 크리스마스의 추억
- 4화: 고양이가 된 사랑의 천사